# Odorrana banaorum
Odorrana banaorum е вид земноводно от семейство Водни жаби (Ranidae).

## Разпространение
Видът е разпространен във Виетнам.